# Temporäre Autonome Zone

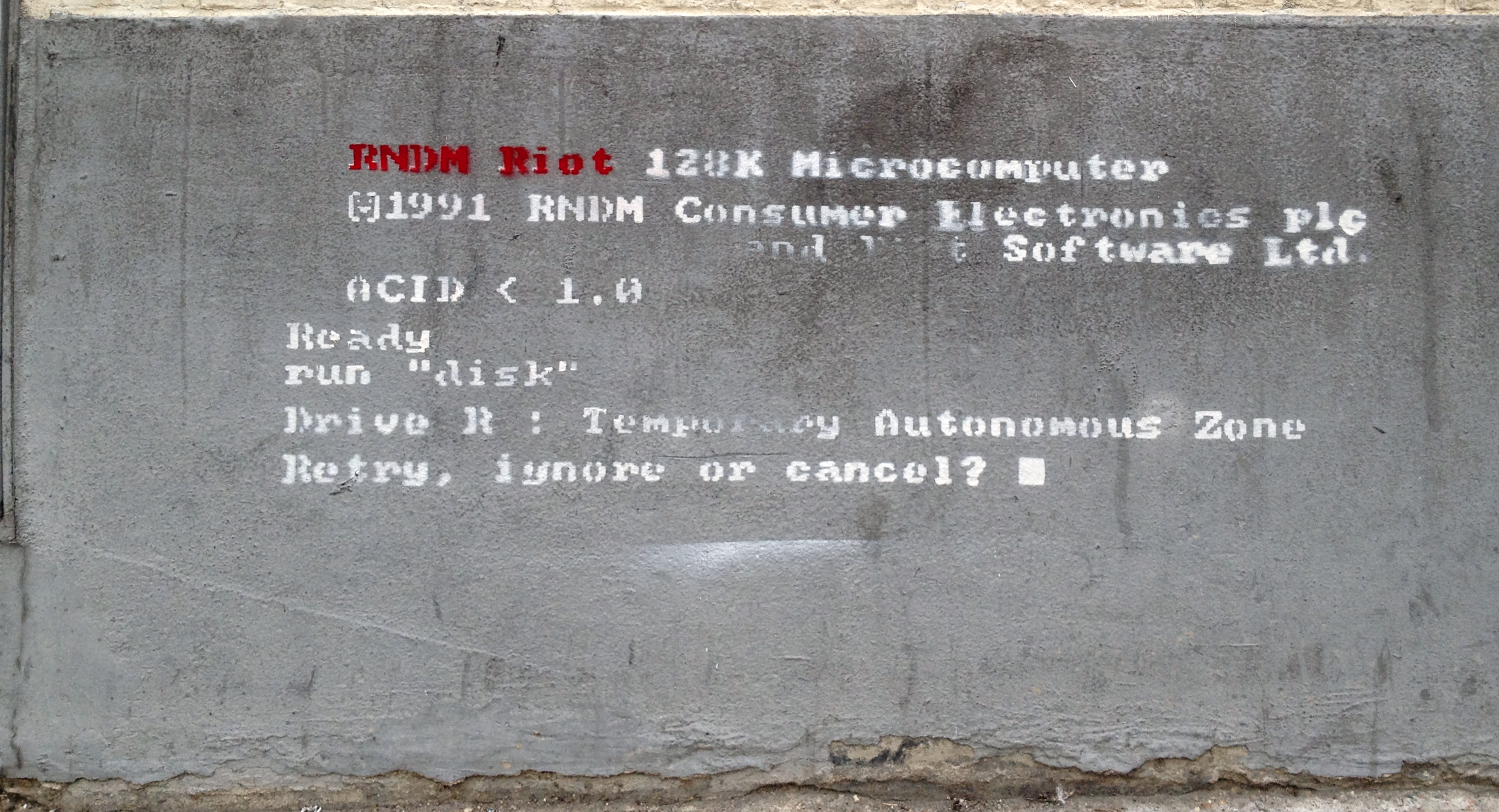
Stencil Graffito in Paris mit Bezug auf eine Temporary Autonomous Zone

Der Begriff Temporäre Autonome Zone wurde durch den englischsprachigen Schriftsteller und Philosophen Hakim Bey geprägt. Er etablierte sich für soziale und politische Aktionsformen, die einen kurzlebigen Freiraum schaffen. In diesem sind nach Bey sonst übliche Systemgesetze außer Kraft gesetzt.
Erstmals verwendet wurde der Begriff in Beys Buch T.A.Z.: The Temporary Autonomous Zone, Ontological Anarchy, Poetic Terrorism („T.A.Z.: Die Temporäre Autonome Zone, Ontologische Anarchie, Poetischer Terrorismus“).

## T.A.Z.: The Temporary Autonomous Zone, Ontological Anarchy, Poetic Terrorism
In seinem Buch definiert Hakim Bey eine Temporäre Autonome Zone als eine Situation, in der herrschende Gesetze und Ordnungen zeitweise und lokal außer Kraft treten. Autoritäten verlieren hierin ihre Macht, neue, nicht vorhersehbare Begegnungen und gemeinsame Erfahrungen werden möglich. Während Staaten auf feste Strukturen bauen müssen, können sich Temporäre Autonome Zonen schnell Räume schaffen, in denen eine andere oder zukünftige Gesellschaftsform gedacht oder (voraus)gelebt werden kann. 
Im Buch präsentiert Bey ein Konglomerat von Ideen der Situationisten, Anekdoten, surrealistischen Forderungen, Kunstkonzepten, Mystik und Anarchismus. Schlüsselbegriffe von Bey sind poetischer Terrorismus, Chaos, Anarchie, Zauberei, Genuss und Vernetzung.

## Die Praxis der Idee
Vorstellungen von Bey finden sich in Aktionen wie der ersten Loveparade, Hausbesetzungen, der Reclaim the Streets-Bewegung, dem Chaos Communication Congress, Flashmobs und der Kommunikationsguerilla, älter und institutionalisiert auch im Karneval wieder. Solche und ähnliche, meist gewaltfreie Aktionsformen verbreiteten sich weltweit.

Die Praxis der Temporären Autonomen Zone hat Parallelen zu Guerilla-Taktiken. Die obengenannten Aktionsformen demonstrieren die Vielfalt an Möglichkeiten von politischer Intervention. Im Gegensatz zu traditionellen Guerilla-Taktiken handeln die Akteure oft gewaltfrei. Dies lässt sich durch das Grundverständnis einer Temporären Autonomen Zone erklären: Die Macht eines Staates soll nicht durch direkte Konfrontation zerbrochen werden. Sie soll marginalisiert werden, indem nicht zugelassen wird, dass entfremdete und insbesondere unfreie Verhältnisse dauerhaft und flächendeckend dominieren können.